# Everything Is Awesome
"Everything Is Awesome" é a canção-tema do filme de animação The Lego Movie (2014), composta por Shawn Patterson, Jo Li e The Lonely Island, produzida por Mark Mothersbaugh e interpretada por Tegan and Sara.

## Paradas musicais
| Parada (2014)                         | Pico |
| ------------------------------------- | ---- |
| ARIA Digital Track Chart              | 23   |
| Canadá (Canadian Hot 100)             | 35   |
| Irlanda (IRMA)                        | 11   |
| Nova Zelândia (Recorded Music NZ)     | 24   |
| Escócia (Scottish Singles Chart)      | 18   |
| Reino Unido (UK Singles Chart)        | 17   |
| Reino Unido (OCC UK Indie)            | 3    |
| Estados Unidos (Billboard Hot 100)    | 57   |
| US Comedy Digital Tracks (Billboard)  | 2    |
| US Dance/Electronic Songs (Billboard) | 7    |
| US Heatseeker Songs (Billboard)       | 2    |

 
|

## Prêmios e indicações
- Indicado: Oscar de melhor canção original;
- Indicado: Globo de Ouro de melhor canção original;
- Indicado: Critics' Choice de melhor canção original.